# Liste der Baudenkmäler in Wenden (Sauerland)
Die Liste der Baudenkmäler in Wenden (Sauerland) enthält die denkmalgeschützten Bauwerke auf dem Gebiet der Gemeinde Wenden (Sauerland) im Kreis Olpe in Nordrhein-Westfalen (Stand: Oktober 2014). Diese Baudenkmäler sind in der Denkmalliste der Gemeinde Wenden (Sauerland) eingetragen; Grundlage für die Aufnahme ist das Denkmalschutzgesetz Nordrhein-Westfalen (DSchG NRW).

| Bild | Bezeichnung | Lage                                                 | Beschreibung | Bauzeit   | Eingetragen seit | Denkmal- nummer |
| --- | --- | ---------------------------------------------------- | ------------ | --------- | ---------------- | --------------- |
| Pfarrkirche St. Severinus                                                                                | Pfarrkirche St. Severinus                                                                                                 | Hauptstraße 97 (Hünsborner Str./Bergstr.) Karte      |              |           |                  | 1               |
| weitere Bilder                                                                                           | Kath. Pfarrkirche | Römershagen Karte                                    |              |           |                  | 2               |
| weitere Bilder                                                                                           | Kreuzkapelle | Elben Karte                                          |              |           |                  | 3               |
| BW | Alte Kapelle St. Antonius                                                                                                 | Hillmicke Karte                                      |              |           |                  | 4               |
| Kreuzweg 1849/1909,                                                                                      | Kreuzweg 1849/1909, | Elben Karte                                          |              |           |                  | 5               |
| BW | Kapelle | Ottfingen Kapellenplatz Karte                        |              |           |                  | 6               |
| weitere Bilder                                                                                           | Kapelle Dörnschlade mit Klause                                                                                            | Altenhof Karte                                       |              | 1862–1864 |                  | 7               |
| | Kirche Hünsborn, hier Innenausstattung der 20er Jahre                                                                     |                                                      |              |           |                  | 8               |
| weitere Bilder                                                                                           | Technisches Kulturdenkmal Wendener Hütte, Hochofenanlage mit Möllergebäude, Gießhalle, Hammerwerk, Magazin und Herrenhaus | Hammerwerkstr. 1 Karte                               |              |           |                  | 9               |
| | dto. Lagerhalle mit Wohnhaus                                                                                              | Hochofenstr.                                         |              |           |                  | 10              |
| BW | Kreuzigungsgruppe und Barockaltar in der Kirche in                                                                        | Schönau Zur Schermicke/St.-Elisabeth-Straße Karte    |              |           |                  | 11              |
| BW | Insel Wenden, | Hauptstraße Karte                                    |              |           |                  | 12              |
| BW | Kath. Pfarrkirche St. Kunibert                                                                                            | Hünsborn Kreuzstraße 3 / Josefstraße Karte           |              |           |                  | 13              |
| weitere Bilder                                                                                           | Kath. Pfarrkirche St. Hubert                                                                                              | Ottfingen Hubertusstr./Sandstr./Doktorgasse Karte    |              |           |                  | 14              |
| BW | ehem. Stollen Schlägelsberg, vorm. Burmeister                                                                             | Karte                                                |              |           |                  | 15              |
| Wohn- und Geschäftsgebäude                                                                               | Wohn- und Geschäftsgebäude                                                                                                | Wenden Hauptstr. 66 Karte                            |              |           |                  | 16              |
| Wohnhaus                                                                                                 | Wohnhaus | Wenden Bergstr. 8 Karte                              |              |           |                  | 17              |
| BW | Kleine Befestigungsanlage/Insel Dörnscheid                                                                                | Karte                                                |              |           |                  | 18              |
| BW | Kochs Schmiede | Hünsborn, Josefstraße / Kardinal-Jaeger-Straße Karte |              |           |                  | 19              |
| BW | Ehemalige Schule und Lehrerwohnhaus                                                                                       | Wenden Hauptstraße 8 / Am Hammerwäldchen 4 Karte     |              |           |                  | 20              |
| BW | Bauernhaus | Heid Johann-v.-Bever-Str. 42 Karte                   |              |           |                  | 22              |
| Ehem. Dampfkesselhaus auf dem Gelände der Wendenerhütte (nur Kellerbereich) ohne das aufstehende Gebäude | Ehem. Dampfkesselhaus auf dem Gelände der Wendenerhütte (nur Kellerbereich) ohne das aufstehende Gebäude                  | Wendenerhütte                                        |              |           |                  | 23              |
| BW | Ehem. Bauernhaus Halbe, jetzt Wohnhaus Weber                                                                              | Wenden-Möllmicke Römerstraße 11 Karte                |              |           |                  | 24              |
| Dreiherrenstein                                                                                          | Dreiherrenstein | Auf dem Kamp Karte                                   |              | Unbekannt | 2007             | 25              |
| Pfarrhaus Wenden                                                                                         | Pfarrhaus Wenden | Wenden Hauptstraße 97 Karte                          |              |           |                  | 26              |